# البشير الإبراهيمي
محمد البشير الإبراهيمي (1889-1965 م) الموافق لـ (1306 هـ -1385 هـ) من أعلام الفكر والأدب في العالم العربي، ومن العلماء العاملين في الجزائر. هو رفيق النضال للشيخ عبد الحميد بن باديس في قيادة الحركة الإصلاحية الجزائرية، ونائبه، ثم خليفته في رئاسة جمعية العلماء المسلمين، وكاتب تبنى أفكار تحرير الشعوب العربية من الاستعمار، وتحرير العقول من الجهل والخرافات.

## مولده
هو محمد البشير بن محمد السعدي بن عمر بن محمد السعدي بن عبد الله بن عمر الإبراهيمي، ولد يوم الخميس 14 شوال 1306 هـ، الموافق 13 يونيو عام 1889م في أولاد إبراهم (حاليا بلدية تابعة لدائرة رأس الوادي - ولاية برج بوعريريج، الجزائر). تلقى تعليمه الأوَّل على يد والده وعمه؛ فحفظ القرآن، ودرس بعض المتون في الفقه واللغة برأس الوادي.

## مشواره العلمي والأدبي

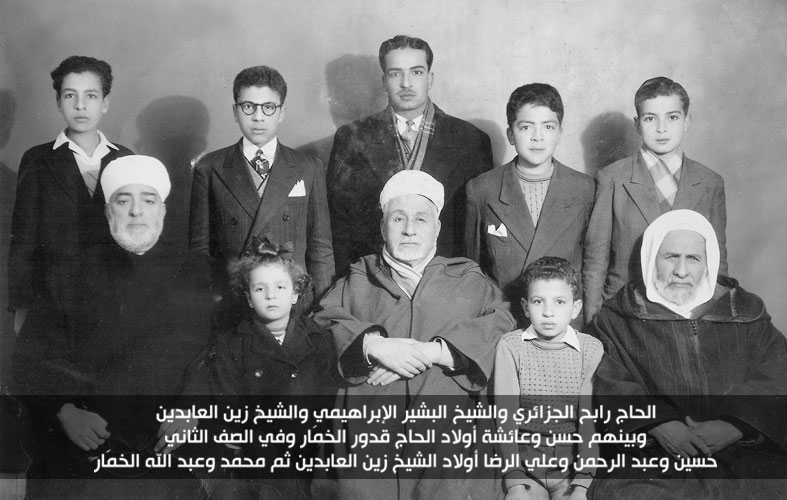
من اليمين إلى اليسار الحاج رابح الجزائري ومحمد البشير الإبراهيمي مع زين العابدين بن الحسين التونسي وأبناؤهم في الأعلى.

غـادر الجزائر عام 1330 هـ، الموافق 1911 ملتحقاً بوالده الذي كان قد سبقه إلى الحجاز، وتابع تعليمه في المدينة، وتعرف على الشيخ العربي التبسي عندما زار المدينة عام 1331 هـ الموافق 1913، وغادر الحجاز عام 1335 هـ / 1916 قاصداً دمشق، حيث اشتغل بالتدريس، وشارك في تأسيس المجمع العلمي الذي كان من غاياته تعريب الإدارات الحكومية، وهناك التقى بعلماء دمشق وأدبائها الذين ذكرهم بعد ثلاثين سنة من عودته إلى الجزائر، ومن ذلك ما كتب: «ولقد أقمت بين أولئك الصحب الكرام أربع سنين إلا قليلاً، فأشهد صادقاً أنها هي الواحة الخضراء في حياتي المجدبة، وأنها هي الجزء العامر في عمري الغامر، ولا أكذب الله، فأنا قرير العين بأعمالي العلمية بهذا الوطن (الجزائر) ولكن... مَن لي فيه بصدر رحب، وصحب كأولئك الصحب؛ ويا رعى الله عهد دمشق الفيحاء، وجادَتْها الهوامعُ وسقت، وأفرغت فيها ما وسقت، فكم كانت لنا فيها من مجالس نتناقل فيها الأدب، ونتجاذب أطراف الأحاديث العلمية...».
في عام 1338 هـ، الموافق 1920 غادر الإبراهيمي دمشق إلى الجزائر، وبدأ بدعوته إلى الإصلاح ونشر التعليم الديني في مدينة سطيف، حيث دعا إلى إقامة مسجد حر (غير تابع للإدارة الحكومية). وفي عام 1924 زاره ابن باديس، وعرض عليه فكرة إقامة جمعية العلماء، وبعد تأسيس الجمعية اُختِير الإبراهيمي نائباً لرئيسها، وانتدب من قِبل الجمعية لمهمة قيل إنها صعبة آنذاك، وهي نشر الإصلاح في غرب الجزائر، وفي مدينة وهران، وذلك أنها كانت تعتبر معقلاً حصيناً للصوفية الطرقيين، فبادر إلى ذلك، وبدأ ببناء المدارس الحرة، وكان يحاضر في كل مكان يصل إليه، تساعده خطابته وبراعته الأدبية، وقد امتد نشاطه إلى تلمسان التي يعتبرها الكثيرون واحة الثقافة العربية في غرب الجزائر. وقد قامت الفئات المعادية من السياسيين والصوفيين،وقدموا العرائض للوالي الفرنسي يلتمسون فيها إبعاد الشيخ الإبراهيمي[بحاجة لمصدر]، ولكن الشيخ استمر في نشاطه، وهكذا برزت المدارس العربية في وهران.
في عام 1939 كتب مقالاً في جريدة «الإصلاح»، فنفته فرنسا إلى بلدة آفلو الصحراوية، وبعد وفاة ابن باديس انتخب رئيساً لجمعية العلماء وهو لا يزال في المنفى، ولم يُفرج عنه إلا عام 1943، ثم اعتقل مرة ثانية عام 1945، وأفرج عنه بعد سنة. وفي عام 1947 عادت مجلة البصائر للصدور، وكانت مقالات الإبراهيمي فيها على قدر من البلاغة ومن الصراحة والنقد القاسي لفرنسا ومن يسميهم عملاء فرنسا. يقول عن زعماء الأحزاب السياسية:
«ومن خصومها (أي الجمعية) رجال الأحزاب السياسية من قومنا مِن أفراد وأحزاب يضادّونها كلما جرَوا مع الأهواء فلم توافقهم، وكلما أرادوا احتكار الزعامة في الأمة فلم تسمح لهم، وكلما طالبوا تأييد الجمعية لهم في الصغائر - كالانتخابات - فلم تستجب لهم، وكلما أرادوا تضليل الأمة وابتزاز أموالها فعارضتهم».
وكان من المدافعين عن اللغة العربية، ففي «البصائر» يقول: «اللغة العربية في القطر الجزائري ليست غريبة، ولا دخيلة، بل هي في دارها وبين حماتها وأنصارها، وهي ممتدة الجذور مع الماضي، مشتدة الأواصر مع الحاضر، طويلة الأفنان في المستقبل». اهتمت «البصائر» بالدفاع عن قضية فلسطين؛ فكتب عنها الإبراهيمي عديد المقالات.
عاش الإبراهيمي حتى استقلت الجزائر، وأمَّ المصلين في مسجد كتشاوة الذي كان قد حُوّل إلى كنيسة، ولكنه لم يكن راضياً عن الاتجاه الذي بدأت تتجه إليه الدولة بعد الاستقلال؛ فأصدر عام 1964 بياناً ذكر فيه: «إن الأسس النظرية التي يقيمون عليها أعمالهم يجب أن تنبعث من صميم جذورنا العربية الإسلامية لا من مذاهب أجنبية».
وقيل إنه كان قوي الذاكرة حيث ذكر الشيخ علي الطنطاوي أنه ركب معه السيارة من دمشق متوجهين إلى القدس لحضور مؤتمر حول فلسطين، ويقول الطنطاوي أني ما ذكرت له بيتا إلا ذكر لي القصيدة وقائلها، حتى إنه بدأ يسمعه مقالات الشيخ التي كان يكتبها في مجلة الرسالة، وعندما استعجب الشيخ الطنطاوي من حفظه للنثر أيضا، أجابه أنه لم يحفظها متعمدا، وإنما هو يحفظ كل ما يقع تحت بصره.

## الدعوة في فرنسا
تابع الإبراهيمي مراكز الجمعية وفروعها بفرنسا، وكانت أول مراكز إسلامية في أوروبا، والتي تعطلت بسبب الحرب العالمية، فأوفدت الجمعية سنة 1947 مراقبها العام الشيخ سعيد صالحي إلى فرنسا «ليدرس الأحوال ويمهد الأمور»، وسرعان ما عاد النشاط وتوسع، ولم يقتصر على العمال الجزائريين، بل شمل حتى طلبة الكليات بفرنسا من أبناء الجزائر.

## وفاته
توفي وهو رهن الإقامة الجبرية في منزله، يوم الخميس 20 ماي 1965، وقد جمع نجله الدكتور أحمد طالب الإبراهيمي وقدم جميع آثاره في خمسة أجزاء تحت عنوان: «آثار الإمام محمد البشير الإبراهيمي»

## نماذج من شعره
ومن أقواله شعرا في اللغة العربية البيتان التاليان:

## مؤلفاته
- عيون البصائر: وهي مجموعة من مقالاته التي كتبها في السلسلة الثانية من مجلة البصائر.
- بقايا فصيح العربية في اللهجة العامية بالجزائر
- النقايات والنفايات في لغة العرب: جمع فيه كل ما جاء على وزن فعالة من مختار الشيء أو مرذوله.
- أسرار الضمائر في العربية
- التسمية بالمصدر
- الصفات التي جاءت على وزن فعَل
- نظام العربية في موازين كلماتها
- الاطراد والشذوذ في العربية: وهي رسالة في الفرق بين لفظ المطرد والكثير عند ابن مالك.
- ما أخلت به كتب الأمثال من الأمثال السائرة
- رسالة في ترجيح أن الأصل في بناء الكلمات العربية ثلاثة أحرف لا اثنان
- رواية كاهنة الأوراس: بأسلوب مبتكر يجمع بين الحقيقة والخيال.
- رسالة في مخارج الحروف وصفاتها بين العربية الفصيحة والعامية
- حكمة مشروعية الزكاة في الإسلام
- شعب الإيمان: جمع فيه الأخلاق والفضائل الإسلامية.

## آثار الإمام محمد البشير الإبراهيمي
آثار الإمام محمد البشير الإبراهيمي. هذه الآثار فكرية المنزع أدبية التناول ثقافية المجموع لصاحبها الشيخ الإمام محمد البشير الإبراهيمي الذي يعتبر تلميذا للإمام الشيخ عبد الحميد بن باديس المفكر الإسلامي الجزائري المعروف وزعيم الحركة العلمية الإصلاحية الدينية في الجزائر وكلا الرجلين عايش التحرير والتعليم والتفكير أيام الاستعمار الفرنسي. جمعها الدكتور أحمد طالب الإبراهيمي ابن البشير، والذي اعتنى بأفكار أبيه وهي عبارة عن محاضرات ودروس وندوات ومقالات وأبحاث ومحاورات كان الشيخ قد ألقاها في بلاده أمام الشباب المسلم هناك.
وجلها انطلق من جمعية العلماء المسلمين الجزائريين التي تأسست كرد فعل إيجابي على احتفال فرنسا بمرور قرن على احتلال الجزائر وذلك في عام 1931م.

## معرض صور

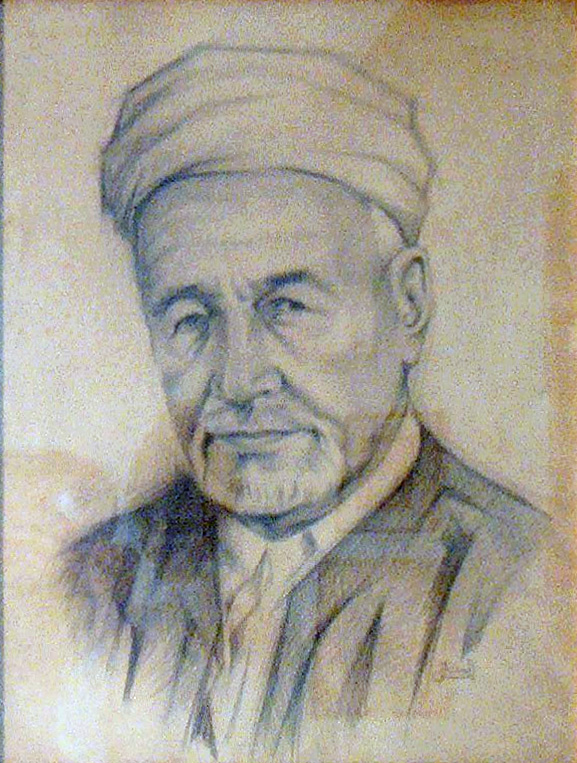
محمد البشير الإبراهيمي بريشة بشير يلس.
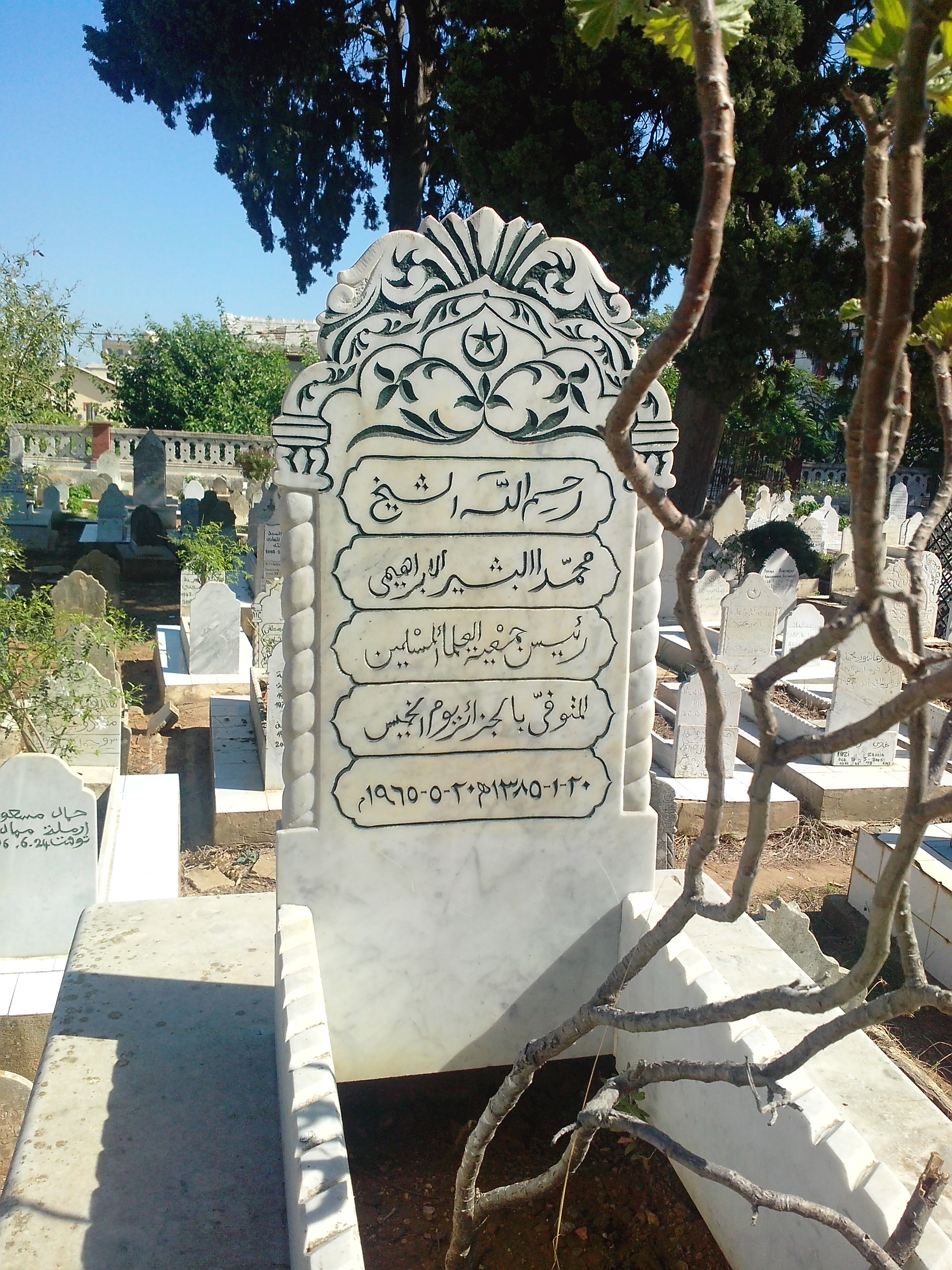
قبر الشيخ الإبراهيمي بمقبرة سيدي امحمد.